# Monumento funebre di Caterina Cornaro
Il monumento funebre di Caterina Cornaro è un sepolcro solenne ubicato nella chiesa di San Salvador a Venezia, città in cui la ex-regina di Cipro morì.
Opera di Bernardino Contin, scultore svizzero, fu costruita tra il 1580 e il 1584 per volere del fratello di Caterina, Giorgio Corner.

## Storia

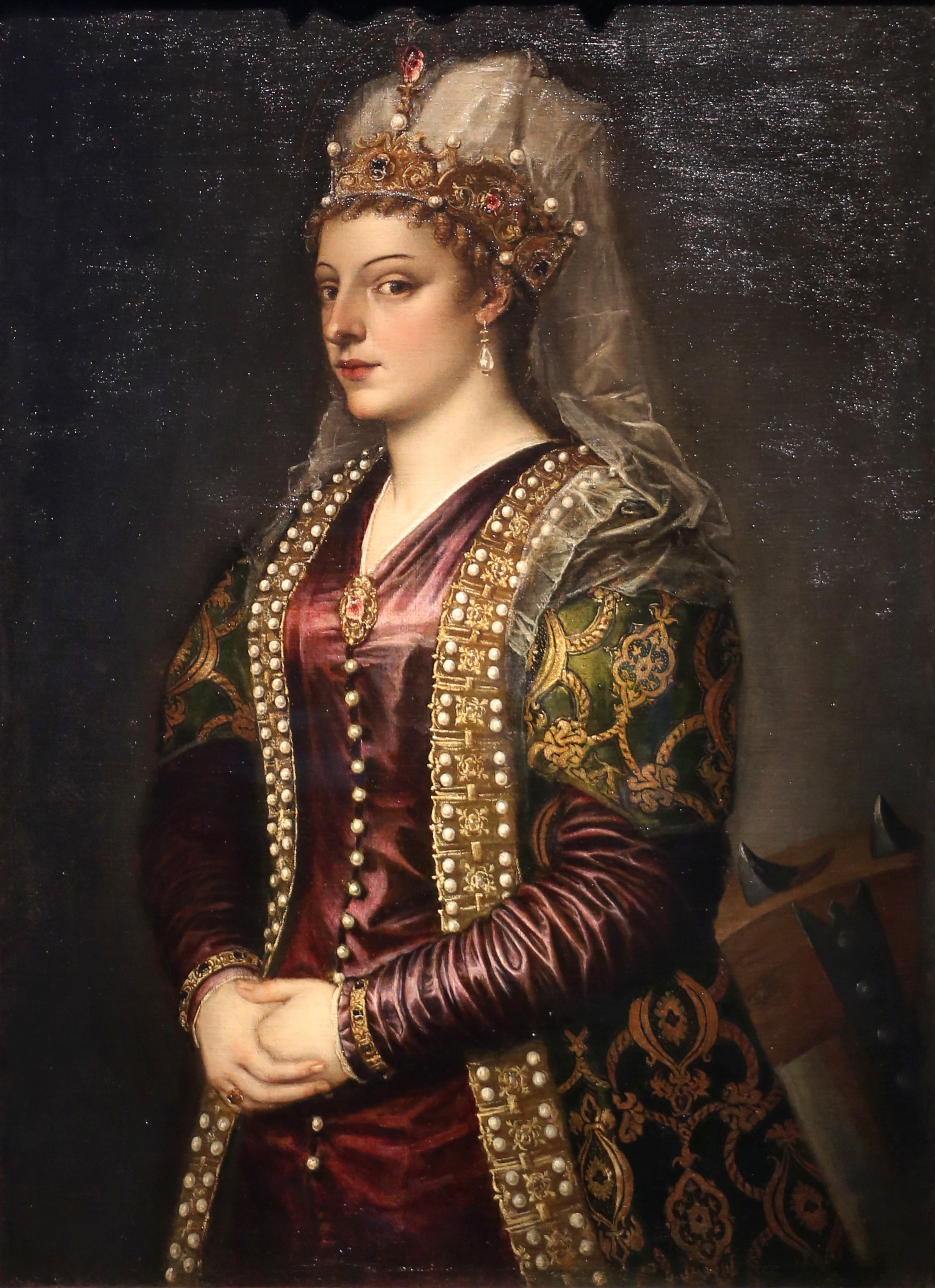
Ritratto di Caterina Cornaro di Tiziano, 1542, Galleria degli Uffizi, Firenze

La famiglia Corner fin dal 1525 aveva acquistato le facciate interne del transetto della chiesa di San Salvador per erigere due monumenti funebri: a Caterina, regina di Cipro, e a Marco, il primo cardinale del casato. 

## Descrizione

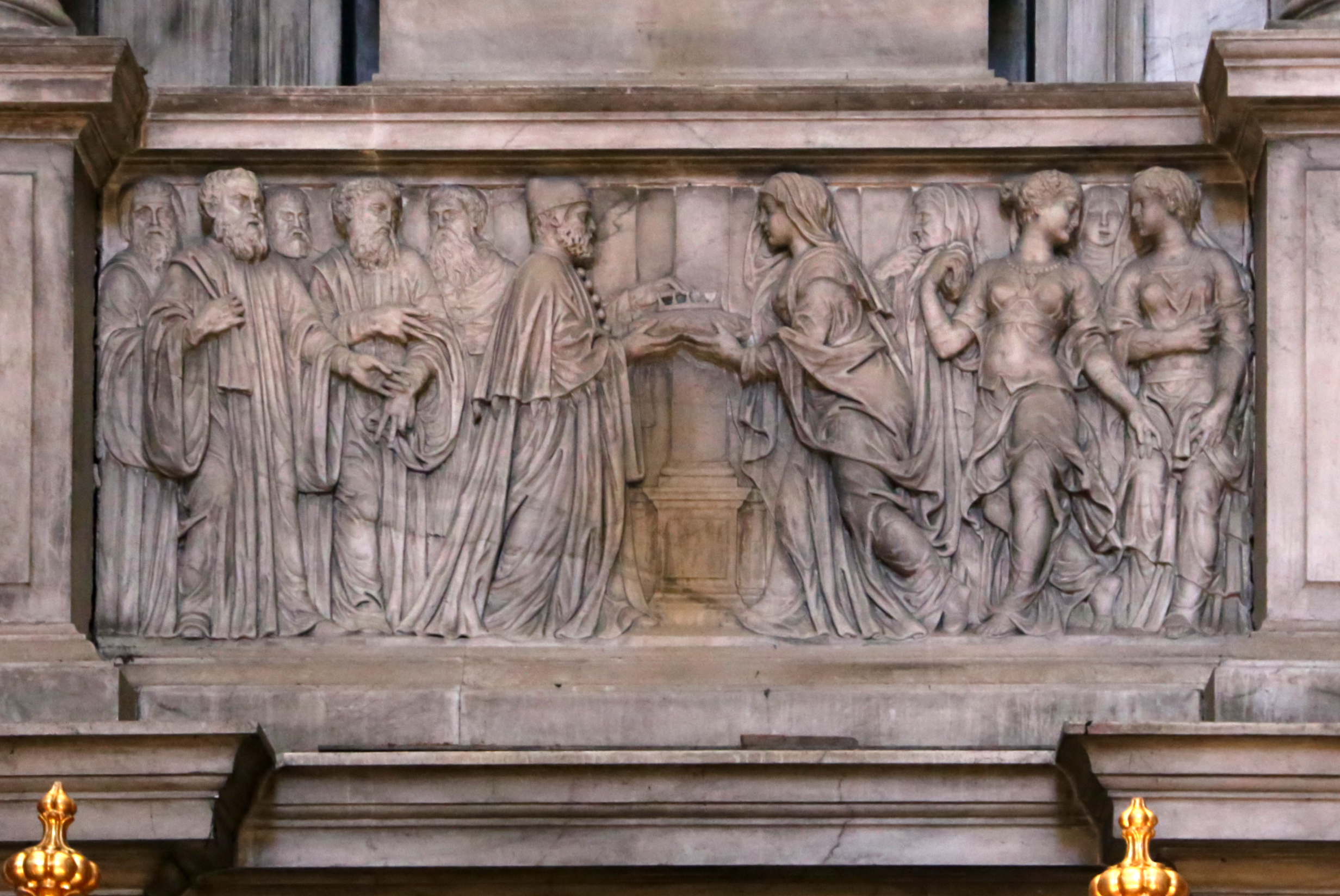
La regina depone la corona al doge Agostino Barbarigo
Monumento funebre di Caterina Cornaro, regina di Cipro, in San Salvador, Bernardino Contin, 1580

Il progetto elaborato da Giovanni Maria Falconetto rimase sulla carta per mezzo secolo, finché Bernardino Contin lo portò a compimento nel 1580-1584 ideando due architetture gemelle, ornate di statue e colonne. Il monumento a Caterina Cornaro si trova sulla facciata del lato destro.
In questo sepolcro furono traslati i resti della regina che erano stati precedentemente tumulati nella Cappella Cornaro della regina nella chiesa dei Santi Apostoli.

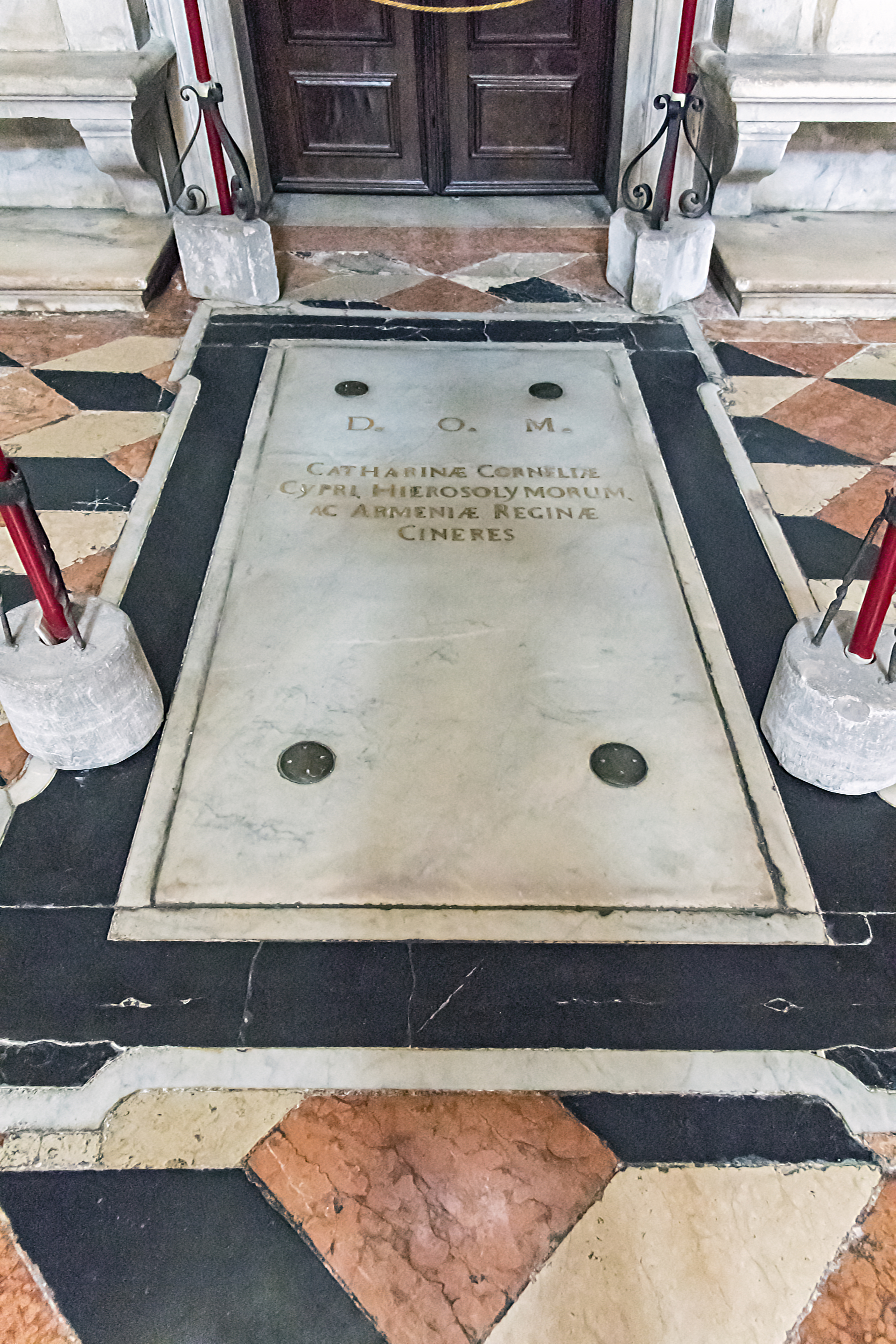
Lapide della regina Caterina

Ai piedi del monumento una grande arca porta l’iscrizione latina che significa: "Ceneri di Caterina Cornaro, regina di Cipro, Gerusalemme e Armenia". Alla costruzione di questa tomba provvide il priore De Grandi verso la metà del Settecento.